# Natalia Lafourcade
María Natalia Lafourcade Silva (Ciudad de México, 26 de febrero de 1984), conocida como Natalia Lafourcade, es una cantante, compositora, actriz, productora musical, arreglista, diseñadora activista y multinstrumentista mexicana. En su trayectoria artística ha ganado numerosos reconocimientos nacionales e internacionales, entre ellos cuatro Premios Grammy, dieciocho premios Grammy Latino (siendo la artista femenina con más premios Grammy Latinos en la historia), cinco premios MTV Video Music Awards Latinoamérica, entre otros. 
Fue la primera persona educada musicalmente bajo el Método Macarsi desarrollado por su madre para ayudarla en la rehabilitación tras un accidente con un caballo que sufrió a los 6 años. Sus éxitos iniciales llegaron en los años 2000 con apariciones sonoras en películas como Amar te duele y sus primeros sencillos, además de su álbum debut,  llegaron a los primeros lugares de popularidad en México.
Durante su infancia, Lafourcade estudió música con su madre, imitando a artistas como Gloria Trevi y Garibaldi. Además estaría influenciada por Fiona Apple, Björk y Café Tacvba así como por Ely Guerra y Julieta Venegas. Asistió al Instituto Anglo Español, una escuela secundaria católica, y estudió pintura, flauta, teatro, música, actuación, piano, guitarra, saxofón y canto. Cuando tenía 10 años, cantó en un grupo de mariachi.
Interpretó junto con Miguel la canción ganadora del Óscar «Recuérdame», de la película Coco en 2017. Ambos la presentaron en la ceremonia de los Premios de la Academia de 2018. Su canción   «Nunca es suficiente», originalmente publicada en 2015 y reinterpretada en 2018 en conjunto con Los Ángeles Azules, superó en agosto de 2020 las mil millones de reproducciones en YouTube. En junio de ese mismo año la revista estadounidense Forbes nombró a Natalia como una de las 100 mujeres más influyentes de México, junto a Yalitza Aparicio, Eiza González y Salma Hayek. En septiembre de 2020, apareció en la portada de la revista Vogue en su edición para México y Latinoamérica.
Ha grabado doce álbumes de estudio: diez como solista; Natalia Lafourcade (2002), Hu Hu Hu (2009), Mujer Divina (2012), Hasta la Raíz (2015), Musas Vol. I (2017), Musas Vol. II (2018), Un Canto por México Vol. I (2020), Un Canto por México Vol. II (2021), De Todas las Flores (2022), y Cancionera (2025); y dos en grupo,  Twist (1998) con la banda hómonima y Casa (2005) con La Forquetina.
Álbumes como Musas consiguieron platino más doble oro, Natalia Lafourcade fue certificado platino y oro, Mujer divina recibió doble platino y doble oro, Hasta la raíz obtuvo triple oro más cinco veces platino y diamante por la Asociación Mexicana de Productores de Fonogramas y Videogramas (AMPROFON) y oro por la Federación de la Industria Musical Italiana. Dentro de sus canciones más sobresalientes se encuentran «Nunca es suficiente», «Hasta la raíz», «En el 2000», «Tú sí sabes quererme», «Un derecho de nacimiento», «Mexicana hermosa», «Mi tierra veracruzana», «Mi lugar favorito», «Lo que construimos», «Azul», «O pato», «Ella es bonita», «No viniste», «Aventurera», «Limosna», «Casa», «La fugitiva», etc. Además ha colaborado con artistas como Juan Gabriel, Kevin Johansen, Jorge Drexler, Eugenia León, Reyli, Lila Downs, Miguel Bosé, Julieta Venegas, Carla Morrison, Ximena Sariñana, Carlos Rivera, Mon Laferte, El Canto del Loco, Leonel García, La Oreja de Van Gogh, Pepe Aguilar, Omara Portuondo, Los Cojolites y Portugal. The man. Asimismo ha interpretado temas de compositores como Agustín Lara, Roberto Cantoral, María Grever y Augusto Polo Campos.

## Biografía

### 1984-2000: primeros años y Twist

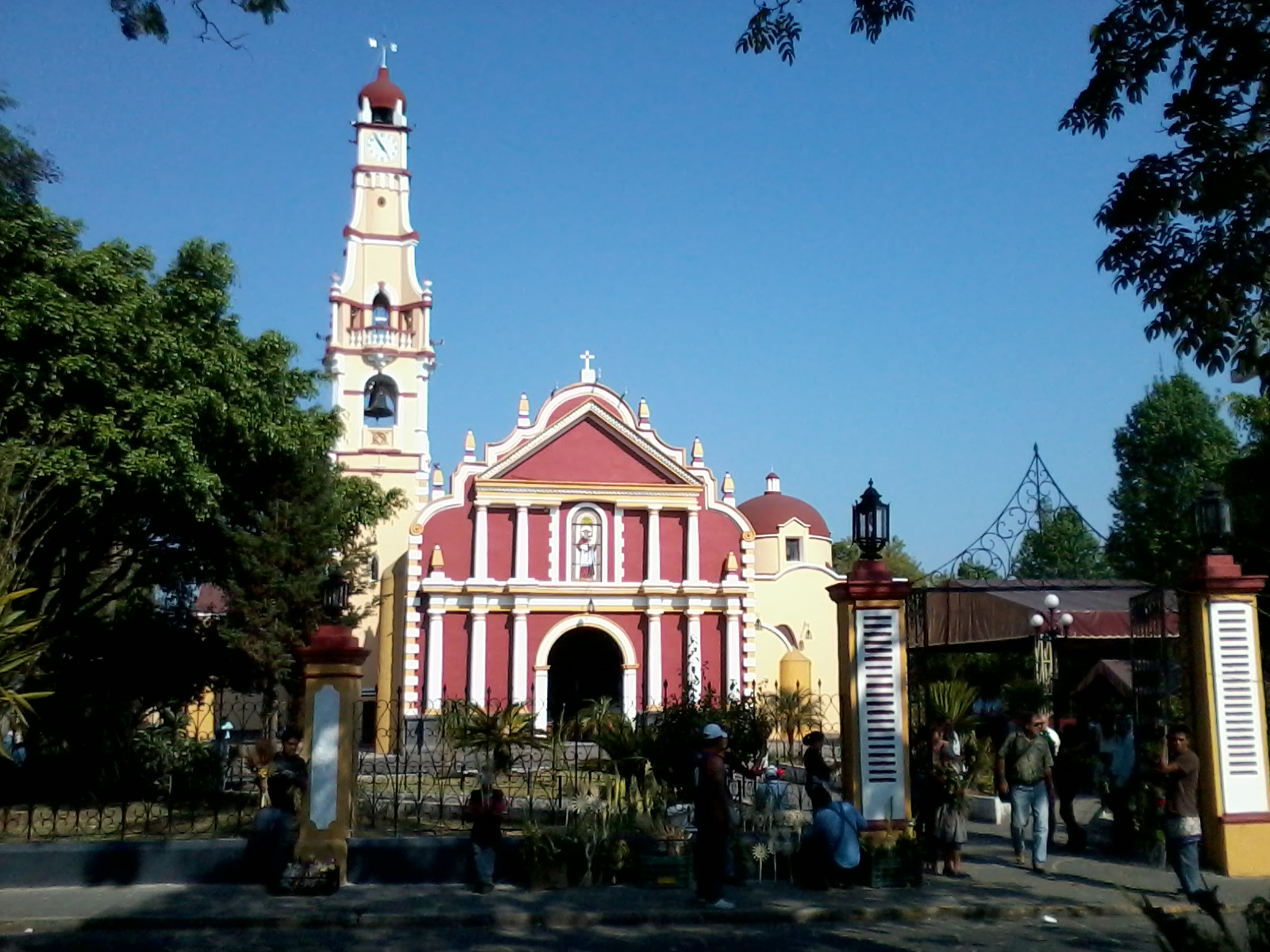
Coatepec, Veracruz ciudad donde Natalia pasó gran parte de su infancia.

María Natalia Lafourcade Silva nació el 26 de febrero de 1984 en la Ciudad de México, aunque vivió su infancia en Coatepec, Veracruz, rodeada de música y arte. Es hija del músico chilenomexicano Gastón Lafourcade Valdenegro, catedrático de la Universidad Nacional Autónoma de México —UNAM— y maestro de la Facultad de Bellas Artes de la Universidad Autónoma de Querétaro. Además, es el fundador de la Asociación de Organistas y Clavecinistas de Chile. María del Carmen Silva Contreras, su madre, cursó la carrera de pianista con especialidad en pedagogía musical y es creadora del Método Macarsi para la formación musical y el desarrollo integral y humano de los niños y educadores, que adaptó y practicó en Natalia como consecuencia de un golpe que recibió en la frente por un caballo, con la finalidad de ayudarla en su rehabilitación por medio de la música. Además, es sobrina del escritor chileno Enrique Lafourcade.
Natalia Lafourcade desde la edad de dos años mostró aptitudes artísticas. Ella misma dice que reunía a los vecinos y comenzaba a imitar a diferentes cantantes. En ese tiempo tomó clases de flauta, baile, pintura, teatro, piano, guitarra, saxofón y canto. Cuando tenía diez años, incursionó en la música vernácula.
Después de vivir varios años en Coatepec, se trasladó junto con su madre a Ciudad de México, donde ingresó al Instituto Pedagógico Anglo Español en la calle de Sadi Carnot, y en 1998, gracias a su talento, a los 14 años, Natalia se incorporó a un grupo de música de pop llamado Twist, integrado por ella, Tabatha, exintegrante del grupo Jeans, y Pamela, exconductora de un programa infantil de TV Azteca. Sin embargo, el grupo se desintegró al año siguiente. Natalia afirma que una de las cosas que no le agradaban de este grupo era hacer sincronía de labios y por eso comenzó a buscar alternativas.
Al terminar la secundaria, ingresó a la Academia de Música Fermatta, donde conoció a Ximena Sariñana, Juan Manuel Torreblanca y Alonso Cortés, quien sería el baterista de La Forquetina años más tarde.
En el año 2000, el productor Loris Ceroni escuchó las maquetas que había recibido de Natalia y decidió producir su primer disco como solista. Se presentó en la ciudad de Dolores Hidalgo en un concierto organizado el 'Colegio Lic. Álvaro de Osio y Ocampo', otorgándole gran reconocimiento dentro del país.

### 2002-2004: Álbum debut y primeros éxitos
El 8 de julio de 2002 publicó su primer disco: Natalia Lafourcade. Los sencillos de este disco fueron «Busca un problema», «En el 2000», «Te quiero dar» y «Mírame, mírate». Simultáneamente, fue la colaboradora principal en la banda sonora de Amarte duele, con el tema principal «Amarte duele» y la versión acústica del mismo, además de tres canciones de su primer disco —«Busca un problema», «En el 2000» y «El destino»— y grabó un tema a dúo con León Larregui, «Llevarte a Marte». Asimismo, contribuyó con la canción «Un pato» en la banda sonora de Temporada de patos.
Para el cierre de la gira de su primer disco en el Teatro Metropolitan, Natalia Lafourcade dejó de presentarse como solista y comenzó a actuar junto con su banda —Alonso Cortés, César Chanona y Yunuén Viveros—, como Natalia y la Forquetina.

### 2005-2007: La Forquetina yCasa
En 2005, Natalia y La Forquetina lanzaron el álbum Casa, producido en su mayor parte por Emmanuel del Real, de Café Tacvba. Los sencillos de este disco fueron «Ser humano», «Casa», «Cuarto encima» y «Piel canela». El 2 de junio de 2006 luego de una gira por México y partes de los Estados Unidos, Natalia y La Forquetina anunció su separación para trabajar en proyectos diferentes y dio un último concierto en San Luis Potosí. Tras la ruptura del grupo, Casa ganó el Grammy Latino al Mejor Álbum de Rock por un Dúo o Grupo en septiembre.
También en 2006, un documental sobre la banda, se emitió en MTV Tr3s en el otoño de 2007 dónde se muestra al grupo en la carretera y sus viajes, 
Lafourcade también apareció en otras canciones con varios otros artistas. Estos incluyen «Jardín» de Liquits, «Día de suerte» de Kalimba, «El apostador» de Control Machete y la interpretación de Reik de una canción de Natalia «Amarte duele». También volvió a aparecer junto a su ex banda en varios discos recopilatorios con temas inéditos como «Y todo para que» en Intocable's X y en el disco tributo a Tin Tan, Viva Tin Tan, con el éxito «Piel canela». En 2011, realizó «Quisiera saber», un video musical con Los Daniels.

#### 2007:Las 4 estaciones del amor
Natalia Lafourcade se trasladó a Canadá donde conoció a la banda People Project, con quienes todavía colabora frecuentemente.
Natalia regresó a México y comenzó a trabajar en Las 4 estaciones del amor, su primer disco instrumental, en colaboración con la Orquesta Sinfónica Juvenil del Estado de Veracruz —OSJEV—. El disco también incluía un DVD donde narraba todo el proceso para lograr un disco instrumental.
Colaboró en el Unplugged de Julieta Venegas, donde tocó varios instrumentos, incluyendo el banjo, y fue participante de la Red Bull Music Academy en su edición 2008, que tuvo lugar en Barcelona, España. En ese mismo año comenzó a grabar su cuarto álbum, y durante este tiempo también dio un concierto en el teatro Metropolitan junto a Juan Son, exvocalista de Porter.

### 2008-2011:Hu, hu, huy colaboraciones

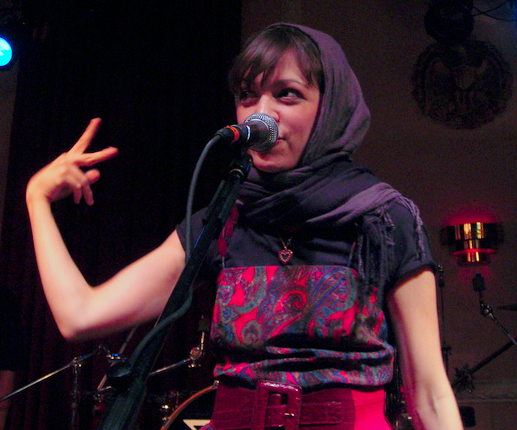
Lafourcade en un concierto en Chicago, Estados Unidos (2009)

Desde 2008, Natalia se encontraba planeando su próximo álbum, el cual empezó a inicios de 2009. En el disco, nombrado Hu, hu, hu —expresión de alegría—, y que se publicó en mayo de 2009, participan artistas de rock y pop de talla internacional como son el caso de Julieta Venegas y Juan Son. El primer sencillo alternativo que ella propuso fue el tema «Azul», sin embargo, la disquera dio a conocer en radio y prensa el sencillo «Ella es bonita» simultáneamente. El disco fue recomendado durante el verano de 2009. Natalia se encaminó en varios proyectos y se hace notar en este disco la influencia de su estancia en Canadá y su anterior disco, Las 4 estaciones del amor.
En diciembre de 2009, Hu, hu, hu tuvo su presentación oficial en el Teatro Fru Fru, en la Ciudad de México, donde tuvo invitados como Denise Gutiérrez, de Hello Seahorse!, Furland y Carla Morrison.
Se unió al proyecto altruista «Un techo para mi país», que tiene como fin promover el desarrollo comunitario por medio de la construcción de viviendas provisionales para gente de bajos recursos económicos y otros proyectos de habilitación social. Prestó su voz para doblar a la princesa en la película animada por computadora El gato con botas, de producción francesa y distribuida por En Pantalla Producciones. Ahí compartió créditos con Kalimba y Juan José Origel.
2010 fue el año de las colaboraciones para Natalia. Grabó con la banda española El Canto del Loco la canción «Contigo» y con los mexicanos Los Daniels la canción «Quisiera saber». Junto a Manolo García interpretó a dueto «Pájaros de barro» y «Cursis melodías», para las Lunas del Auditorio Nacional, de la Ciudad de México. Recibió también, en los IMAS, el premio a Mejor Nuevo Productor por el álbum Mientras tú dormías... de Carla Morrison y un premio Telehit.
En el mismo año, volvió de gira por Japón y lo hizo en un plano más instrumental, en el que se dejó notar su crecimiento musical y artístico. Así realizó el documental 14 días en Japón, que se incluyó en la reedición de Hu Hu Hu.
La gira de Hu, hu, hu se extendió por Sudamérica, Europa, Estados Unidos, México y Japón y terminó con una presentación exitosa en el Festival Iberoamericano de Cultura Musical Vive Latino 2011, logrando así una reconciliación con este público tras su desafortunado recibimiento en la presentación de 2003. En 2012 realizó un ensamble con la Banda de Música del Estado de Oaxaca ofreciendo un concierto en la Plaza de la Danza de la Ciudad de Oaxaca, donde interpretó temas tradicionales oaxaqueños, boleros, así como temas de su repertorio.

### 2012-2014:Mujer divina

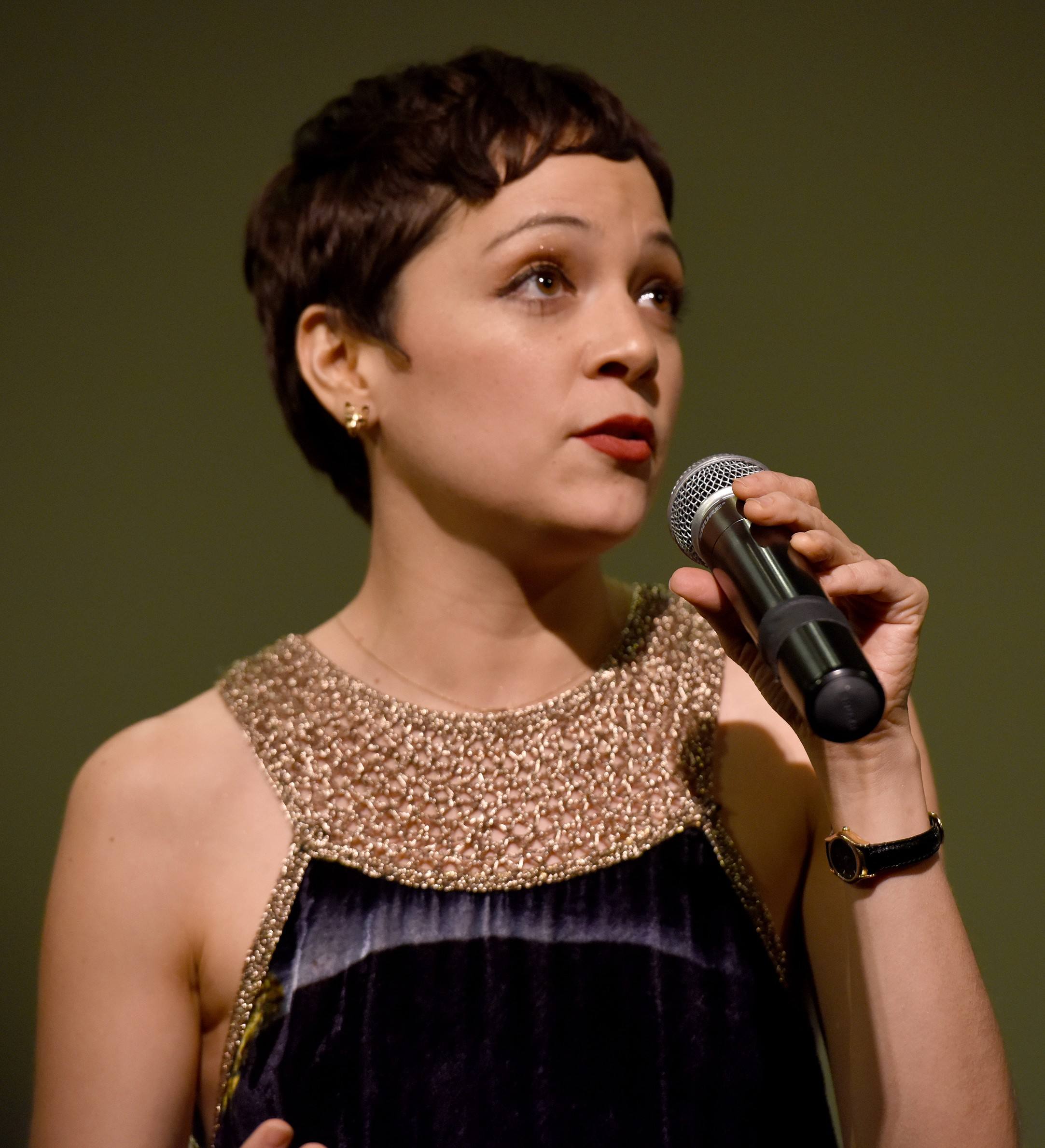
Natalia durante una presentación en el Town Hall en New York en 2014.

Su álbum Mujer divina - Homenaje a Agustín Lara fue lanzado 18 de septiembre de 2012. Para esta producción Natalia estuvo acompañada de músicos invitados con quienes reinterpreta los clásicos temas de Lara, para ser compilados en un disco doble que contiene un DVD, grabado en los foros de su compañía disquera.
Entre los invitados a este disco destacan Miguel Bosé, Leonardo de Lozanne, Gilberto Gil, el cantautor uruguayo Jorge Drexler, Emmanuel del Real, de Café Tacvba, Lila Downs, el músico venezolano-estadounidense Devendra Banhart, así como el grupo DLD y Kevin Johansen, este último quien participa en el tema «Fugitiva», primer sencillo de la producción lanzado en descarga digital. Con la canción «Azul», con Rodrigo Amarante como invitado, participó en la banda sonora de la película mexicana Güeros.
Por este disco Lafourcade obtuvo, en diciembre de 2013, un disco de platino y oro por más de 94,000 ventas.
En 2012 participa en el documental Hecho en México del músico y cineasta inglés Duncan Bridgeman. La película se plantea la pregunta: ¿Qué significa ser mexicano? En ella Natalia interpreta dos canciones: «Cuando llegaré» junto a Emmanuel del Real, Nana Guadalupe, Lila Downs y José Guadalupe Esparza.

### 2015-2017:Hasta la raíz
De su siguiente álbum, Hasta la raíz, lanzado en marzo de 2015, se desprende el sencillo «Nunca es suficiente», que fue lanzado en diciembre de 2015 y se colocó en las listas de popularidad de Monitor Latino México en la categoría Pop. Y es con este disco que, en la decimosexta versión de los Latin Grammy, ganó los premios en las nominaciones «Mejor canción del año» y «Mejor canción alternativa» por «Hasta la raíz», «Mejor álbum de música alternativa», «Mejor ingeniería de grabación para un álbum» y «Grabación del año».
En octubre de 2015, colabora con la artista clown Gabriela Muñoz en la puesta en escena de la obra Limbo en el Teatro Esperanza Iris. Limbo invita al espectador a cuestionarse si es quien quiere ser y si vive como quiere vivir. Natalia aporta una narrativa sonora a la obra a través del papel de la Reina del Bosque.

### 2017-2018:Musas I y IIy receso
El 5 de mayo de 2017, Natalia Lafourcade presentó su nuevo álbum, Musas, acompañada de Los Macorinos, músicos de vieja escuela que anteriormente trabajaron con artistas como Chavela Vargas. El primer sencillo del álbum, «Tú sí sabes quererme», alcanzó 22 millones de reproducciones en Spotify en los dos primeros meses de su publicación. En este álbum Lafourcade retoma la tendencia iniciada en Hasta la raíz de homenajear a los autores que han influenciado su carrera musical. «Después de Hasta la raíz, tomé más conciencia de los proyectos musicales que haría en mi camino y entendí que en esa búsqueda constante, necesitaba explorar nuestro pasado, nuestra esencia, a través de canciones e historias que se esconden entre acordes y melodías», afirma Lafourcade. «Hicimos Musas con la propuesta de rescatar tesoros escondidos y olvidados. Es un homenaje al folclor latinoamericano en manos de Los Macorinos», aseguró. El álbum fue certificado oro en México por superar las 30,000 ventas.

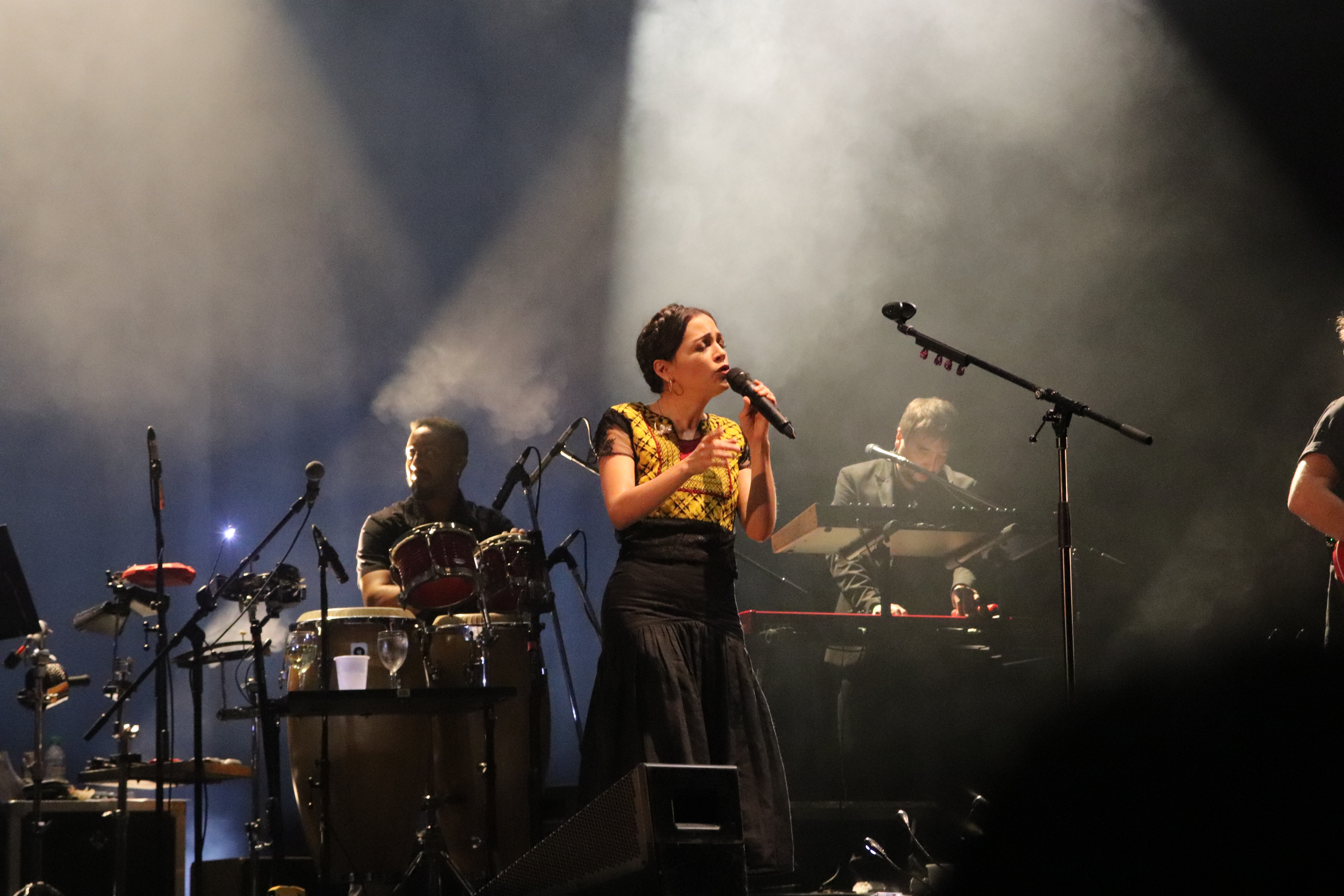
Natalia dando un concierto en el Teatro Gran Rex de la ciudad de Buenos Aires, Argentina en 2018.

Del 19 al 30 de agosto realizó una gira por Argentina que se llamó «Tú sí sabes Argentina», con un éxito arrasador: Córdoba, Rosario, Buenos Aires, La Plata, Mar del Plata y Mendoza fueron escenarios testigo de un paseo por la música de México y otras regiones de América. En esta oportunidad los escenarios que la recibieron fueron de fuerte convocatoria, incluyendo dos presentaciones con lleno total en La Trastienda Club y la famosa sala «Ballena Azul» del CCK (Centro Cultural Néstor Kirchner), que dejó a un gran número de fanáticos afuera ya que las entradas se agotaron en quince minutos.
Para finales de 2017, Natalia participó en la música original de la película Coco, de Disney-Pixar, interpretando dos versiones de la canción «Recuérdame» y «Remember Me» en inglés. Para la versión de México e Hispanoamérica interpréto una versión en solitario que no apareció en la película, pero sí fue incluida en el disco, la versión final fue la de Carlos Rivera. En la versión estadounidense Natalia interpreta la canción junto con el estadounidense Miguel, siendo el tema principal. Esta versión ganó el Premio Óscar como Mejor canción original.
En febrero de 2018 lanzó el álbum llamado Musas Volumen 2, que incluye temas de su propia composición como «Danza de gardenias», «Hoy mi día uno» y el relanzamiento de la canción de protesta «Un derecho de nacimiento». También se incluyen canciones de grandes compositores latinoamericanos como Álvaro Carrillo, Augusto Polo Campos y María Grever. Tras el lanzamiento de Musas Volumen 2 realizó una gira por Europa presentandóse en el Teatro KOKO de Londres, en el Bataclán de París, en la Sala Apolo de Barcelona y en las ciudades de Madrid y Ferrol. Debido a la nominación de «Remember Me», tras la gira europea Natalia Lafourcade se presentó en el escenario de los 90° Premios Óscar junto a Gael García Bernal y Miguel. La canción fue finalmente elegida como la ganadora. A mediados de abril de 2018 anuncia que continuará con el «Musas Tour» con dos recitales en el Teatro Gran Rex, Chile, Canadá y Estados Unidos, para luego cerrar la gira en México. Después de esto anunció que se tomaría una pausa en su carrera musical.

Para nada. Simplemente pienso que llegó el momento de investigar esa otra parte que tengo pendiente para conmigo misma. Aviso y aclaro: no voy a dejar de hacer música porque es lo que amo y es mi vida.
Natalia Lafourcade para Clarín

Tras concluir la gira de Musas anunció que dedicaría su tiempo alejada de los escenarios en los esfuerzos de reconstrucción del Centro de documentación del Son Jarocho dañado tras los terremotos de México en 2017. Ocasionalmente ha dejado su descanso para presentarse en las ceremonias de los Grammy y Latin Grammy.

### 2019-2021:Un canto por México I y II
Como primer paso del nuevo material discográfico, Natalia ofreció una rueda de prensa el 30 de septiembre de 2019 y el 5 de diciembre, el video musical de su sencillo «Una vida» fue publicado en Youtube. El 8 de mayo de 2020 Lafourcade lanzó oficialmente Un canto por México, un álbum con causa, ya que las ganancias de este, fueron destinadas a la reconstrucción del Centro De Documentación Del Son Jarocho, ubicado en la ciudad de Jáltipan de Morelos, Veracruz el cual fue afectado luego del Terremoto de Puebla de 2017. Así mismo, este disco alberga una serie de colaboraciones de artistas como Carlos Rivera, Los Auténticos Decadentes, Jorge Drexler, Emmanuel del Real, Panteón Rococó y Los Cojolites una agrupación de Son jarocho. Un canto por México está inspirado en el álbum de estudio de Luis Miguel, ¡México por siempre!.
Lafourcade declaró al respecto del álbum: «Este disco no iba a ser un disco sino un concierto con causa y al final dijimos que no lo vamos a dejar solo en un concierto… Haberlo grabado de la manera que lo hicimos fue como un sueño; fueron 3 semanas de mucho rush y estar brincando de un estudio al otro para ensayar el concierto y después grabar en el estudio… Me siento muy agradecida porque realmente es un disco que refleja mi cariño hacia México y tantos compositores que he interpretado y que admiro». Según una entrevista con la cadena de televisión CNN en Español. 
En palabras de Natalia el álbum «sabe a mole» y contiene melodías de discos pasados en nuevas versiones, tal es el caso de «Hasta la raíz» a estilo de Son jarocho en compañía de Los Cojolites y Los Auténticos Decadentes, otros temas incluidos son «Mexicana hermosa» en versión mariachi con Carlos Rivera, «Un derecho de nacimiento», «Ya no vivo por vivir», «Nunca es suficiente», «Lo que construimos», «Mi tierra veracruzana», «Cucurrucucú paloma», entre otros. El videoclip del sencillo «Mi religión» fue lanzado el 7 de mayo de 2020 y fue grabado en las calles de Guanajuato y San Miguel de Allende, la canción se centra en el amor de Natalia hacia la música. Durante la entrega de los Premios Grammy de 2021, Lafourcade ganó Mejor Álbum Regional con su disco Un canto por México, vol. 1. El 28 de mayo Natalia lanza oficialmente la segunda parte de su álbum, Un canto por México, vol. 2, los fondos recaudados serán donados para la reconstrucción del centro cultural de Veracruz.

### 2022-presente:Cancionera
Después de viajar a Hacienda San Lorenzo en Parras de la Fuente, Coahuila (la bodega más antigua de México), Lafourcade se inspiró para colaborar con la poeta Citlali Aguilera Lira para producir el sencillo «Tierra querida». La canción fue lanzada el 17 de junio de 2022.
El 28 de octubre de 2022, Lafourcade lanzó su primer álbum en siete años compuesto íntegramente por canciones originales, De todas las flores. Además, estrenó el álbum en el Carnegie Hall de Nueva York el 27 de octubre de 2022. El álbum fue producido por Adán Jodorowsky, con músicos como el guitarrista Marc Ribot, el bajista Sebastián Steinberg y el baterista Cyril Atef. En abril de 2023 anunció la publicación de un libro del mismo nombre editado por Cultura y Entretenimientos ML, en él plasma una serie de fotografías del proceso creativo del álbum, las imágenes fueron captadas por las fotógrafas Maureen M. Evans en el estudio de Sonic Ranch, en Texas. El libro fue presentado en librerías Gandhi.
Acerca de De todas las flores Lafourcade comentó: «Ha sido un viaje muy largo, donde, además de compartir los procesos, ya es casi parte de la lista de canciones, incluido un podcast y un libro que es un cancionero de bolsillo, diario fotográfico o un objeto para que le hagan lo que quieran y lleguen a este universo; en todos mis procesos soy obsesiva para captar cada momento, pero tras el paso de los años me he organizado más, trato de llevar un orden y registrar mis procesos polaroid, anotar cosas o memorias». También explicó que iniciará una gira promocional que incluiría países como México, Estados Unidos, España, Francia, Argentina, Perú y Chile, mientras que el libro tendrá presentaciones en Sudamérica. Obtuvo el Grammy en la categoría a mejor álbum rock /pop latino. En 2024, Natalia fue nombrada Embajadora de la Música por la Paz, esto durante la clausura de la 19 Cumbre Mundial de Premios Nobel de la Paz, realizada en Nuevo León, México en reconocimiento a su labor musical como puente para la esperanza, la paz y la dignidad.
En 2025, Lafourcade inició una nueva etapa artística con el lanzamiento de Cancionera, un álbum grabado y mezclado de forma completamente análoga en la Ciudad de México, coproducido nuevamente con Adan Jodorowsky. El disco se caracteriza por tomas completas y en vivo que capturan la vulnerabilidad e intimidad de cada interpretación. Para este proyecto, se acompañó de músicos como Hermanos Gutiérrez, Israel Fernández, Diego del Morao, El David Aguilar y Gordon Hamilton, además del colectivo Soundwalk Collective, cuyo trabajo sonoro incorpora elementos de la naturaleza como parte del paisaje musical.
Actualmente, Natalia se encuentra recorriendo diversos países con la gira Cancionera Tour, una propuesta escénica íntima centrada en la voz y la guitarra en México, Estados Unidos, Canadá y Europa. 

## Discografía
| - 2002: Natalia Lafourcade - 2009: Hu hu hu - 2012: Mujer divina - 2015: Hasta la raíz - 2017: Musas - 2018: Musas Vol. 2 - 2020: Un canto por México, Vol. 1 - 2021: Un canto por México, Vol. 2 - 2022: De todas las flores - 2025: Cancionera | - 2024: Natalia Lafourcade: Live at Carnegie Hall - 1998: Twist - con Twist - 2005: Casa - con La Forquetina - 2007: Las 4 estaciones del amor - 2021: Un canto por México - El musical |

## Giras musicales

### Principales
- Mujer divina tour (2012-2015)
- Hasta la raíz tour (2015-2017)
- Musas tour (2017-2018)
- De todas las flores tour (2023)
- Cancionera tour (2025)[108]

## Videografía

### Videos musicales
| Año  | Canción                        | Otro Artista(s)               | Álbum                  |
| ---- | ------------------------------ | ----------------------------- | ---------------------- |
| 2002 | «Busca un problema»            | La Forquetina                 | Natalia Lafourcade     |
| 2002 | «En el 2000»                   | Ninguno                       | Natalia Lafourcade     |
| 2002 | «Te quiero dar»                | Ninguno                       | Natalia Lafourcade     |
| 2002 | «Elefantes»                    | Ninguno                       | Natalia Lafourcade     |
| 2002 | «Amar te duele»                | Ninguno                       | Sin álbum              |
| 2005 | «O pato»                       | Ninguno                       | Casa                   |
| 2005 | «Ser humano»                   | La Forquetina                 | Casa                   |
| 2005 | «Casa»                         | La Forquetina                 | Casa                   |
| 2005 | «Piel canela»                  | La Forquetina                 | Casa                   |
| 2005 | «Cuarto encima»                | La Forquetina                 | Casa                   |
| 2009 | «Azul»                         | Ninguno                       | Hu hu hu               |
| 2009 | «Ella es bonita»               | Ninguno                       | Hu hu hu               |
| 2010 | «Cursis melodías»              | Ninguno                       | Hu hu hu               |
| 2011 | «No viniste»                   | Ninguno                       | Hu hu hu               |
| 2012 | «La fugitiva»                  | Lila Downs                    | Mujer divina           |
| 2013 | «Limosna»                      | Meme                          | Mujer divina           |
| 2013 | «Mujer divina»                 | Ninguno                       | Mujer divina           |
| 2013 | «Aventurera»                   | Álex Ferreira                 | Mujer divina           |
| 2014 | «El amor acaba»                | Ninguno                       | Sin álbum              |
| 2015 | «Nunca es suficiente»          | Ninguno                       | Hasta la raíz          |
| 2015 | «Hasta la raíz»                | Ninguno                       | Hasta la raíz          |
| 2015 | «Lo que construimos»           | Ninguno                       | Hasta la raíz          |
| 2016 | «Mi lugar favorito»            | Ninguno                       | Hasta la raíz          |
| 2017 | «Tú sí sabes quererme»         | Los Macorinos                 | Musas                  |
| 2017 | «Rocío de todos los campos»    | Los Macorinos                 | Musas                  |
| 2017 | «Te vi pasar»                  | Los Macorinos                 | Musas                  |
| 2017 | «Mi tierra veracruzana»        | Los Macorinos                 | Musas                  |
| 2017 | «Soledad y el mar»             | Los Macorinos                 | Musas                  |
| 2017 | «¿Qué he sacado con quererte?» | Los Macorinos                 | Musas                  |
| 2017 | «Tú me acostumbraste»          | Omara Portuondo Los Macorinos | Musas                  |
| 2017 | «Mexicana hermosa»             | Carlos Rivera                 | Musas                  |
| 2018 | «Danza de gardenias»           | Los Macorinos                 | Musas Vol. 2           |
| 2018 | «Alma mía»                     | Los Macorinos                 | Musas Vol. 2           |
| 2019 | «Una vida»                     | Ninguno                       | Un canto por México I  |
| 2020 | «Mi Religión»                  | Ninguno                       | Un canto por México I  |
| 2021 | «Cien años»                    | Pepe Aguilar                  | Un canto por México II |
| 2021 | «Tú sí sabes quererme»         | Mare Advertencia Rubén Blades | Un canto por México II |
| 2021 | «Nada es verdad»               | Los Cojolites                 | Un canto por México II |
| 2023 | «Pasan los días»               | Ninguno                       | De todas las flores    |
| 2024 | «María la Curandera»           | Ninguno                       | De todas las flores    |
| 2024 | «Pajarito Colibrí»             | Ninguno                       | De todas las flores    |

## Filmografía

### Cine
| Año  | Título                              | Personaje          | Director                                      | Nota                       | Ref.    |
| ---- | ----------------------------------- | ------------------ | --------------------------------------------- | -------------------------- | ------- |
| 2002 | Amar te duele                       | Ninguno            | Fernando Sariñana                             | Banda sonora               | [ 109 ] |
| 2004 | Temporada de patos                  | Ninguno            | Fernando Eimbcke                              | Canción principal          | [ 110 ] |
| 2007 | Niñas mal                           | Ninguno            | Fernando Sariñana                             | Banda sonora               | [ 111 ] |
| 2009 | La Véritable Histoire du Chat Botté | La princesa        | Jérôme Deschamps Pascal Hérold Macha Makeïeff | Doblaje para Latinoamérica | [ 112 ] |
| 2010 | Amar no es querer                   | Ella misma         | Guillermo Barba                               | Actuación estelar          | [ 113 ] |
| 2011 | Aquí entre nos                      | Ninguno            | Patricia Martínez                             | Banda sonora               | [ 114 ] |
| 2012 | El cielo en tu mirada               | Fernanda Domínguez | Pitipol Ybarra                                | Rol debut                  | [ 115 ] |
| 2013 | No se aceptan devoluciones          | Ninguno            | Eugenio Derbez                                | Banda sonora               | [ 116 ] |
| 2019 | Chicuarotes                         | Ninguno            | Gael García Bernal                            | Banda sonora               |         |
| 2021 | Annette                             | Policía            | Leos Carax                                    | Rol Secundario             |         |

### Televisión
| Año  | Programa                       | Personaje  | Director                       | Nota                  | Ref.    |
| ---- | ------------------------------ | ---------- | ------------------------------ | --------------------- | ------- |
| 2011 | En busca del sonido del viento | Ella misma | Nahuel Lerena                  | Documental            | [ 117 ] |
| 2012 | La guarida secreta             | Ella misma | Pablo D'Alo Abba               | Participación estelar | [ 118 ] |
| 2018 | El secreto de Selena           | Ninguno    | David Jasqui Alejandro Aimetta | Canción principal     | [ 119 ] |

## Premios y nominaciones
Lafourcade ha ganado cuatro premios Grammy (la mayor cantidad por una mujer latina), 18 premios Grammy Latinos (la mayor cantidad por una mujer), un premio Billboard de la Música Latina, tres MTV Video Music Awards Latinoamérica, tres premios Rolling Stone en Español (incluyendo el premio Leyenda), el premio Nota de Oro de la ASCAP Latina y el «premio Éxito SACM» de la SACM. Además de haber recibido múltiples nominaciones a los MTV Europe Music Awards, los premios Lo Nuestro y los Latin American Music Awards.

## Galería

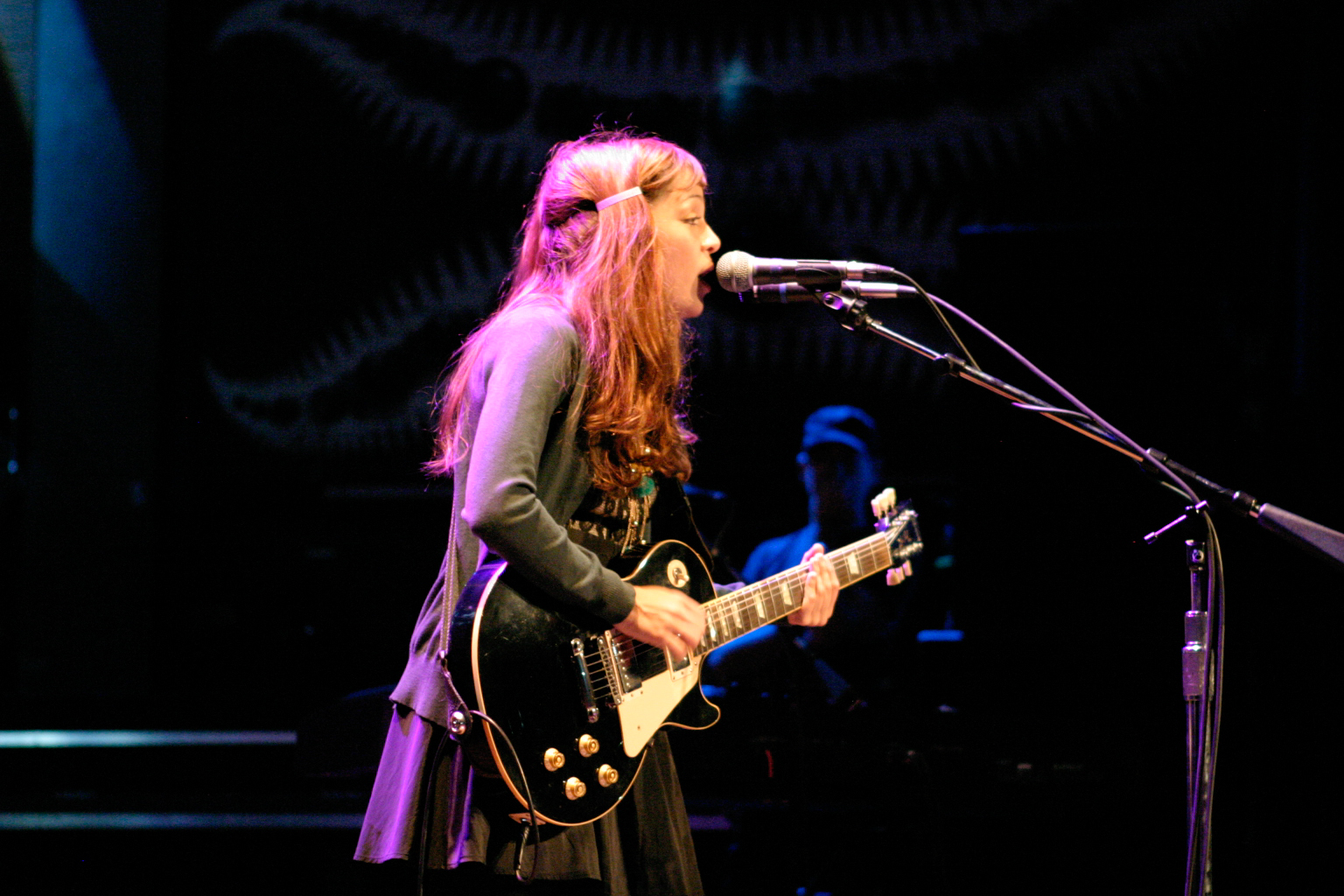
House of Blues (2010).
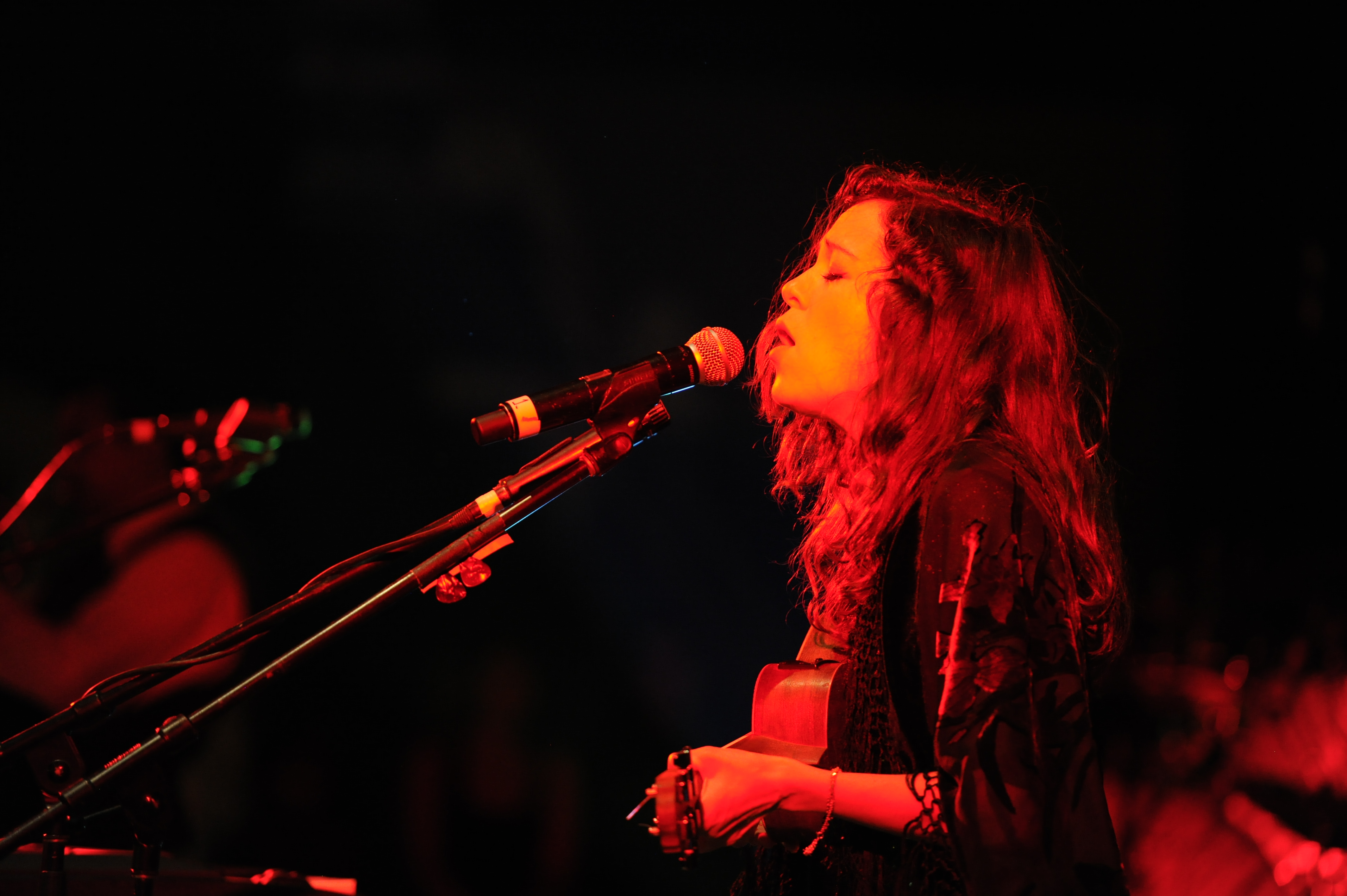
Qué Chula Cholula (2014).
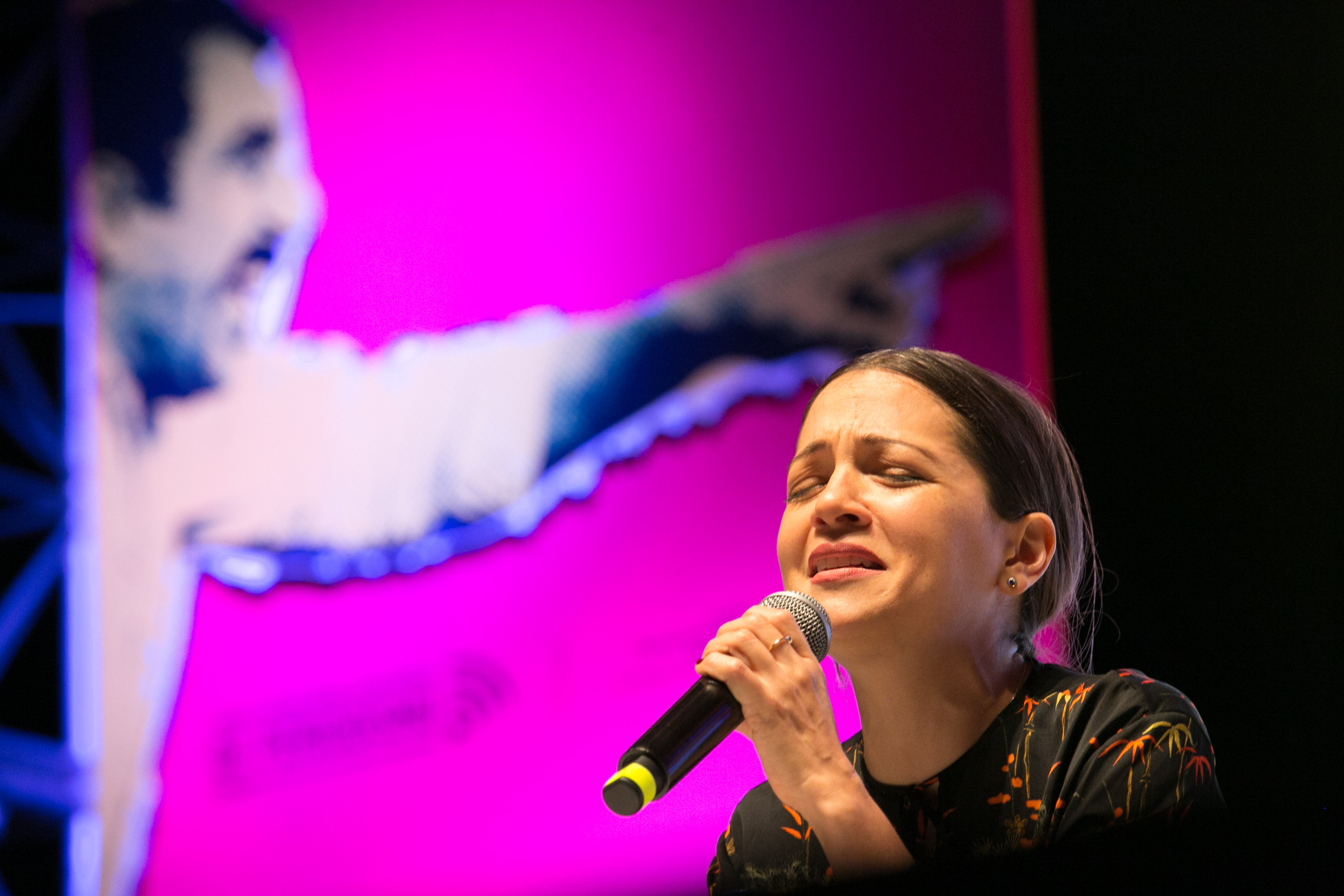
Festival Gabo (2016).
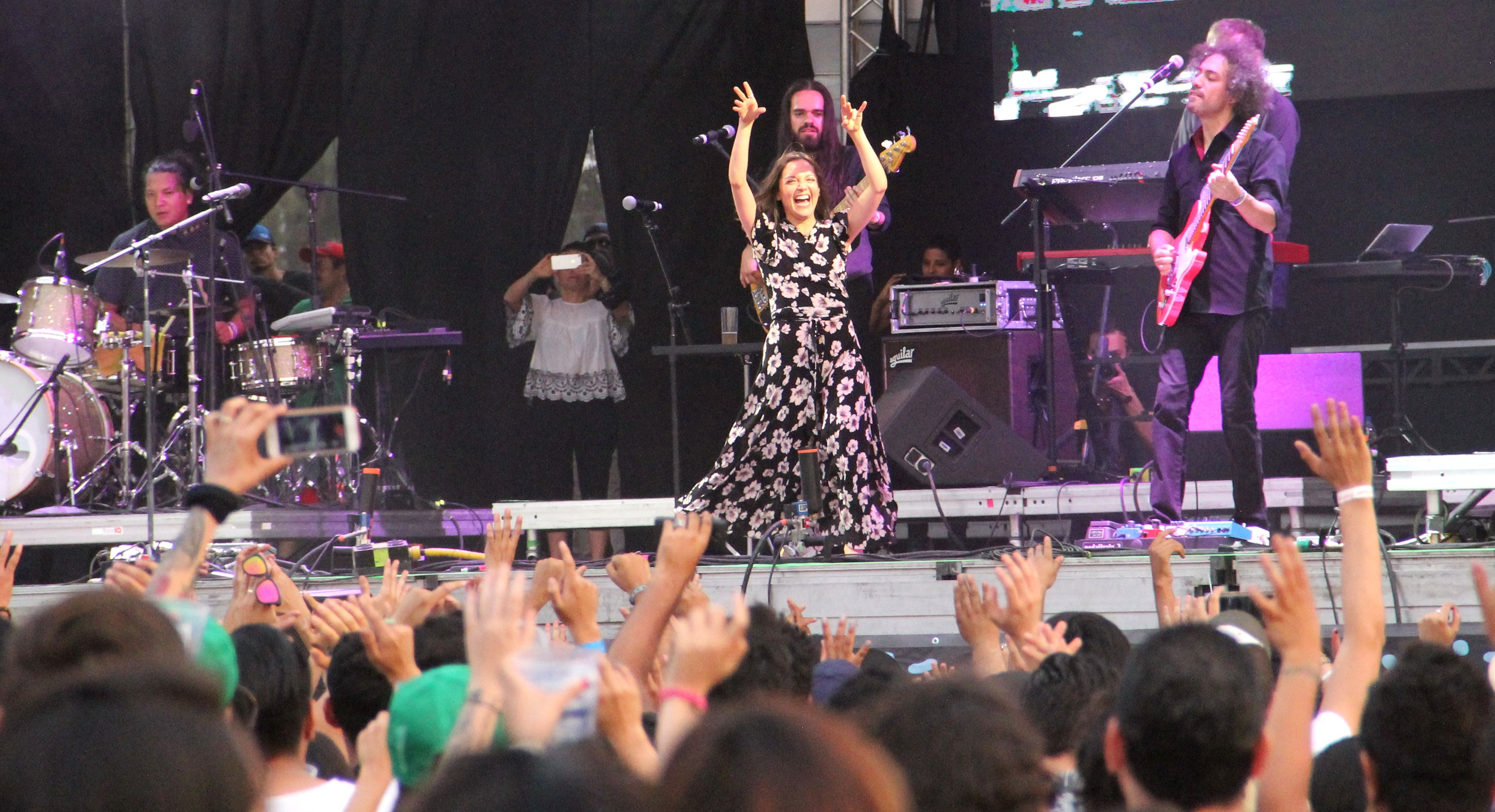
Corona Revolution Fest (2017).
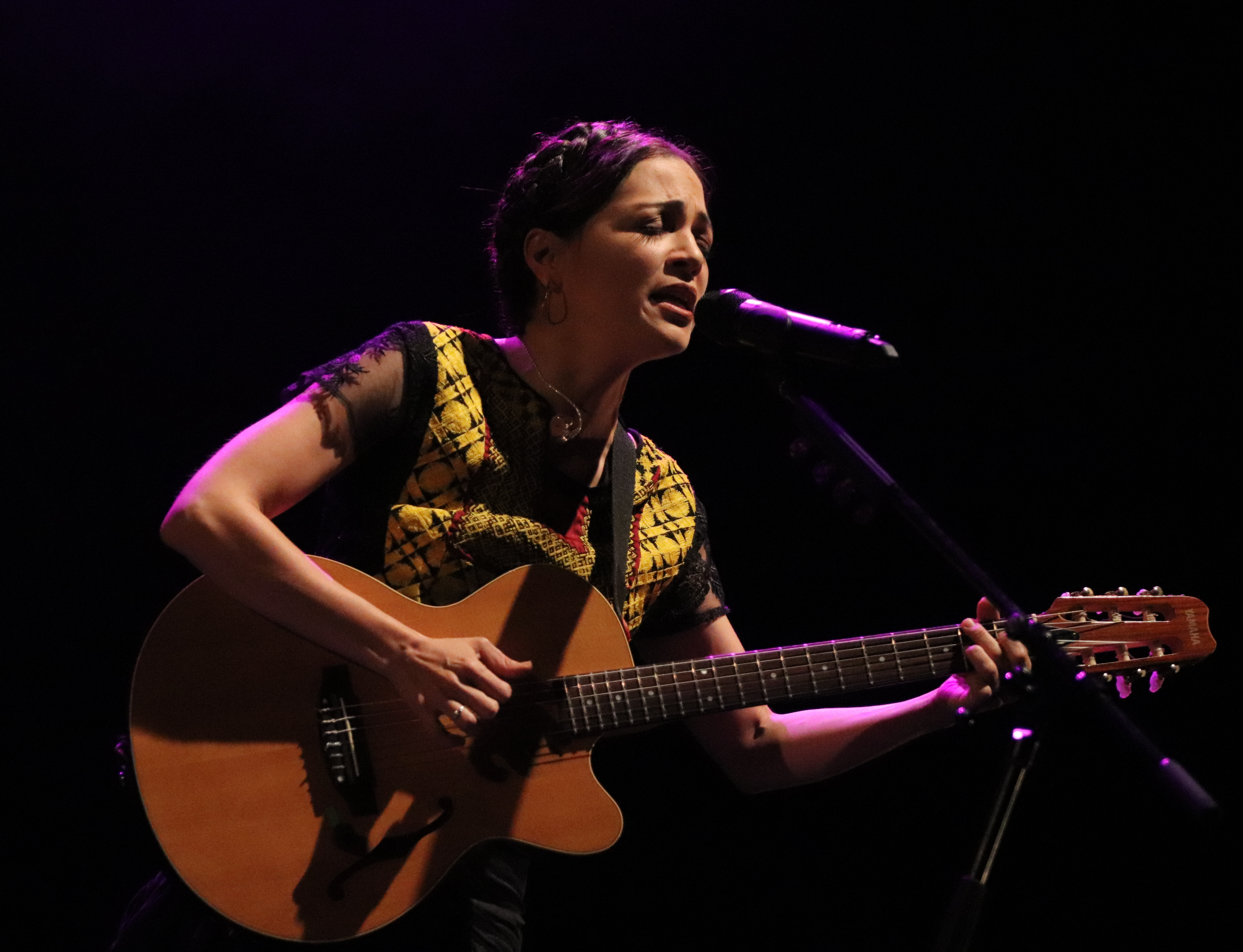
Gran Rex, Argentina (2018).